# I. liga 1982-1983
L'edizione 1982/83 del campionato cecoslovacco di calcio vide la vittoria finale del Bohemians ČKD Praga, che conquistò il suo primo titolo.
Capocannoniere del torneo fu Pavel Chaloupka del Bohemians ČKD Praga con 17 reti.

## Classifica finale
|    | Classifica                        | G  | V  | N  | P  | GF | GS | DR  | Pti |
| -- | --------------------------------- | -- | -- | -- | -- | -- | -- | --- | --- |
| 1  | Bohemians ČKD Praga               | 30 | 18 | 6  | 6  | 69 | 31 | +38 | 42  |
| 2  | Baník Ostrava OKD                 | 30 | 16 | 8  | 6  | 48 | 31 | +17 | 40  |
| 3  | Sparta ČKD Praga                  | 30 | 14 | 8  | 8  | 50 | 35 | +15 | 36  |
| 4  | Internacionál Slovnaft Bratislava | 30 | 11 | 11 | 8  | 35 | 24 | +11 | 33  |
| 5  | Dukla Praga                       | 30 | 11 | 10 | 9  | 44 | 35 | +9  | 32  |
| 6  | Slavia Praga                      | 30 | 12 | 8  | 10 | 56 | 53 | +3  | 32  |
| 7  | Vítkovice                         | 30 | 13 | 5  | 12 | 40 | 39 | +1  | 31  |
| 8  | Spartak TAZ Trnava                | 30 | 12 | 6  | 12 | 29 | 39 | -10 | 30  |
| 9  | RH Cheb                           | 30 | 9  | 11 | 10 | 44 | 38 | +6  | 29  |
| 10 | Lokomotíva Košice                 | 30 | 11 | 7  | 12 | 41 | 50 | -9  | 29  |
| 11 | ZVL Žilina                        | 30 | 11 | 6  | 13 | 41 | 43 | -2  | 28  |
| 12 | Tatran Prešov                     | 30 | 10 | 7  | 13 | 43 | 53 | -10 | 27  |
| 13 | Slovan CHZJD Bratislava           | 30 | 8  | 10 | 12 | 34 | 51 | -17 | 26  |
| 14 | Plastika Nitra                    | 30 | 10 | 6  | 14 | 41 | 60 | -19 | 26  |
| 15 | Zbrojovka Brno                    | 30 | 8  | 7  | 15 | 43 | 52 | -9  | 23  |
| 16 | Sigma Olomouc                     | 30 | 5  | 6  | 19 | 32 | 56 | -24 | 16  |

## Verdetti
- Bohemians ČKD Praga Campione di Cecoslovacchia 1982/83.
- Bohemians ČKD Praga ammessa alla Coppa dei Campioni 1983-1984.
- Baník Ostrava OKD e Sparta ČKD Praga ammesse alla Coppa UEFA 1983-1984.
- Zbrojovka Brno e Sigma Olomouc retrocesse.